# Campomarino (Maruggio)
Campomarino di Maruggio (Campumarìnu in dialetto locale) è l'unica frazione del comune di Maruggio e popolata quasi esclusivamente d'estate.

## Geografia fisica

### Territorio

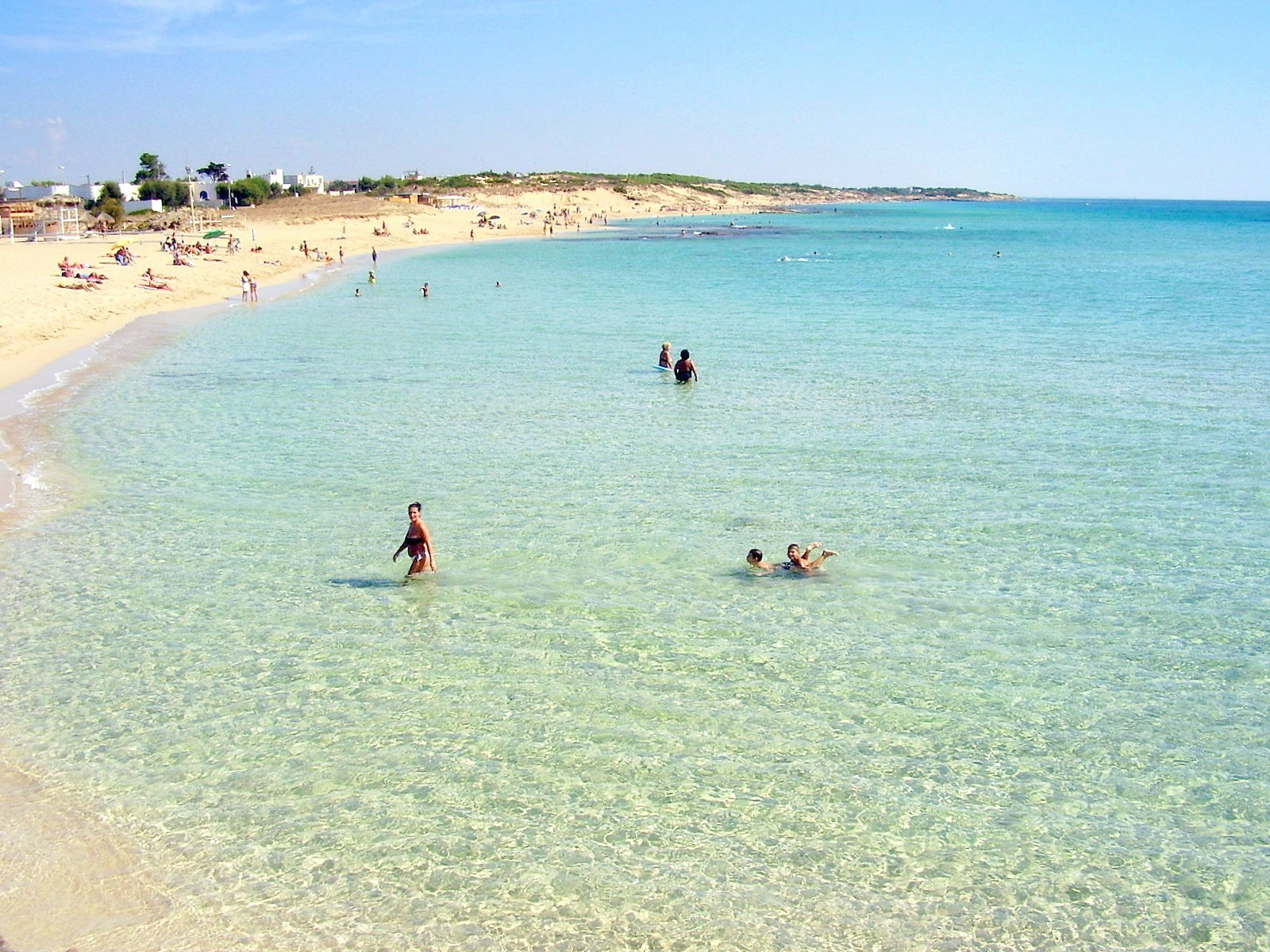
Spiaggia ad est del porto

Il centro, situato nel Salento, sorge lungo la costa jonico-salentina, sul versante orientale della provincia di Taranto.
La località è situata a circa 7 m s.l.m., in un territorio caratterizzato da vaste coltivazioni di uliveti e da vaste estensioni di macchia mediterranea, soprattutto sulle dune adiacenti al centro.

## Storia

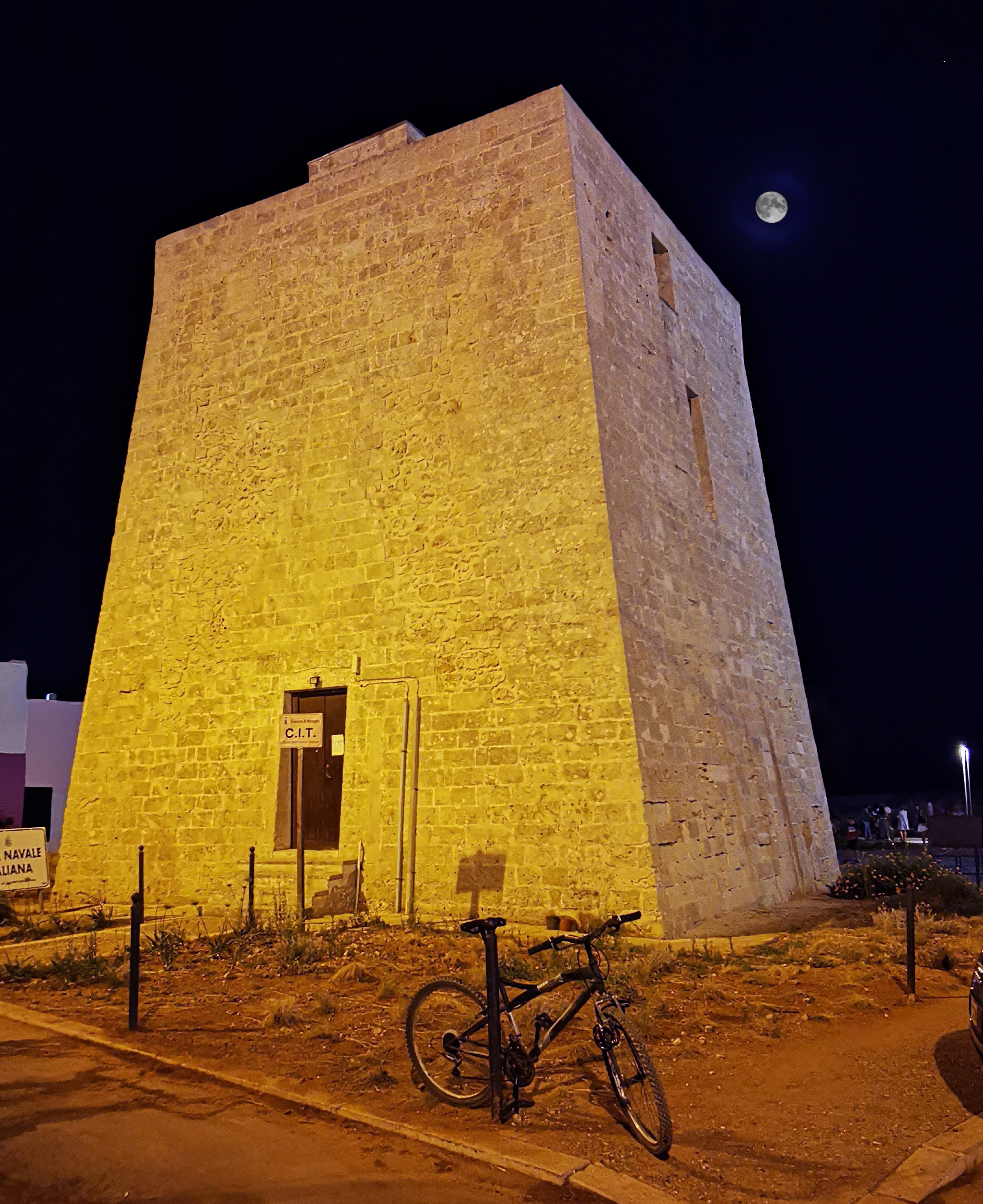
Torre Moline

Il centro è sorto nel XX secolo nell'area in cui erano già presenti la Torre Moline, una torre di avvistamento antisaracena del XV secolo, l'ex Palazzo Seminarile e anche un piccolo porticciolo modificato nel corso del XX secolo.

## Porto

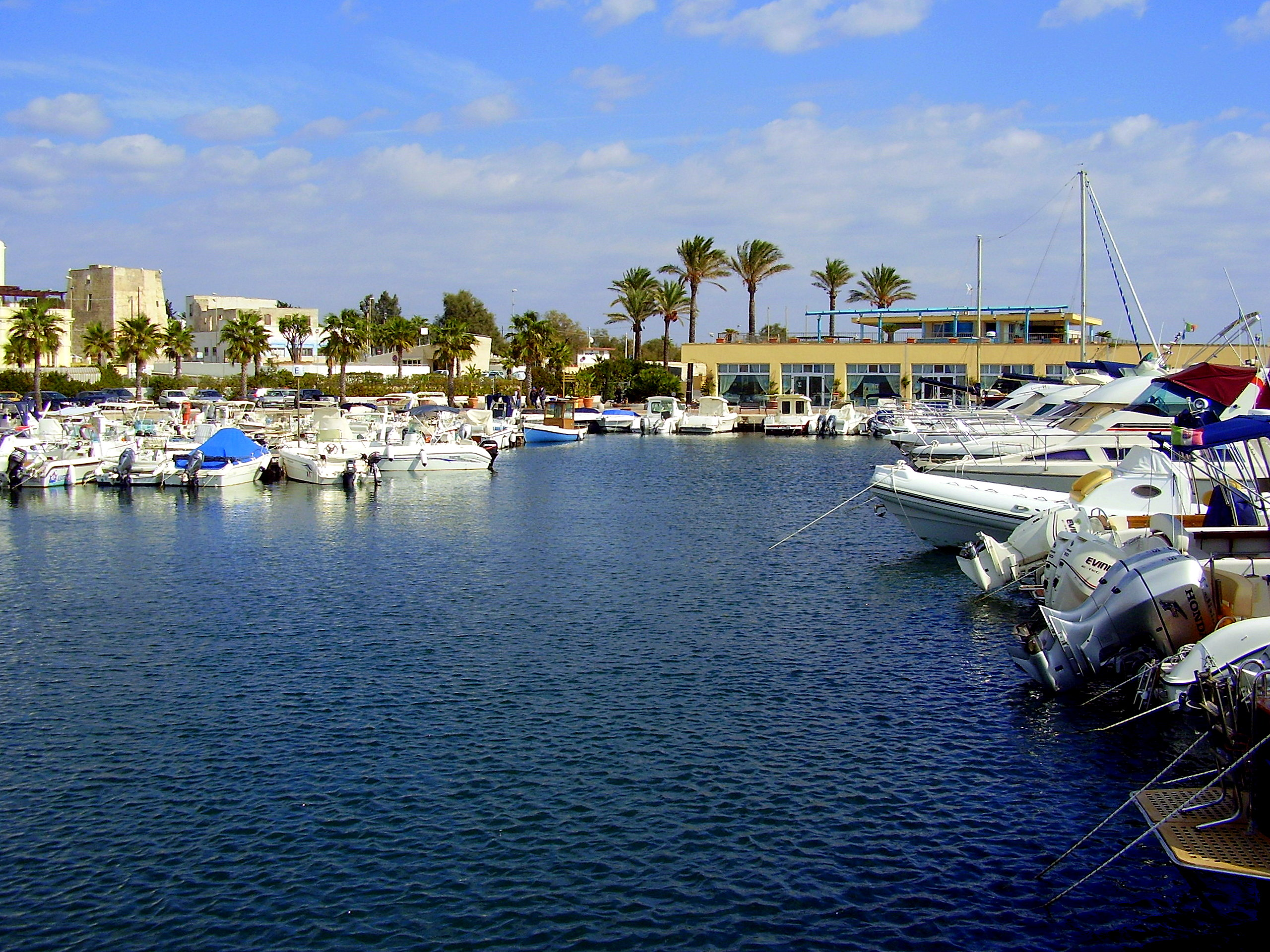
Il porto turistico di Campomarino

Il porto di Campomarino è l'unica struttura portuale che si trova sulla costa da Porto Cesareo a Taranto.
Si può dividere in due aree: il porto peschereccio, a sinistra, e il porto turistico, a destra, detto anche darsena Blue. Le due aree sono di uguale dimensione e sono divise da una grossa ala riservata a ristorante. Il porto turistico vanta un ampio piazzale, dove l'estate vengono svolti numerosi concerti e spettacoli, mentre accanto al porto peschereccio, vi è un largo, dove si svolge un mercatino estivo. Tutto il porto è protetto da un molo di sopraflutti di circa 350 m e da un molo di sottoflutti lungo 250 m.

## Piazzale Italia

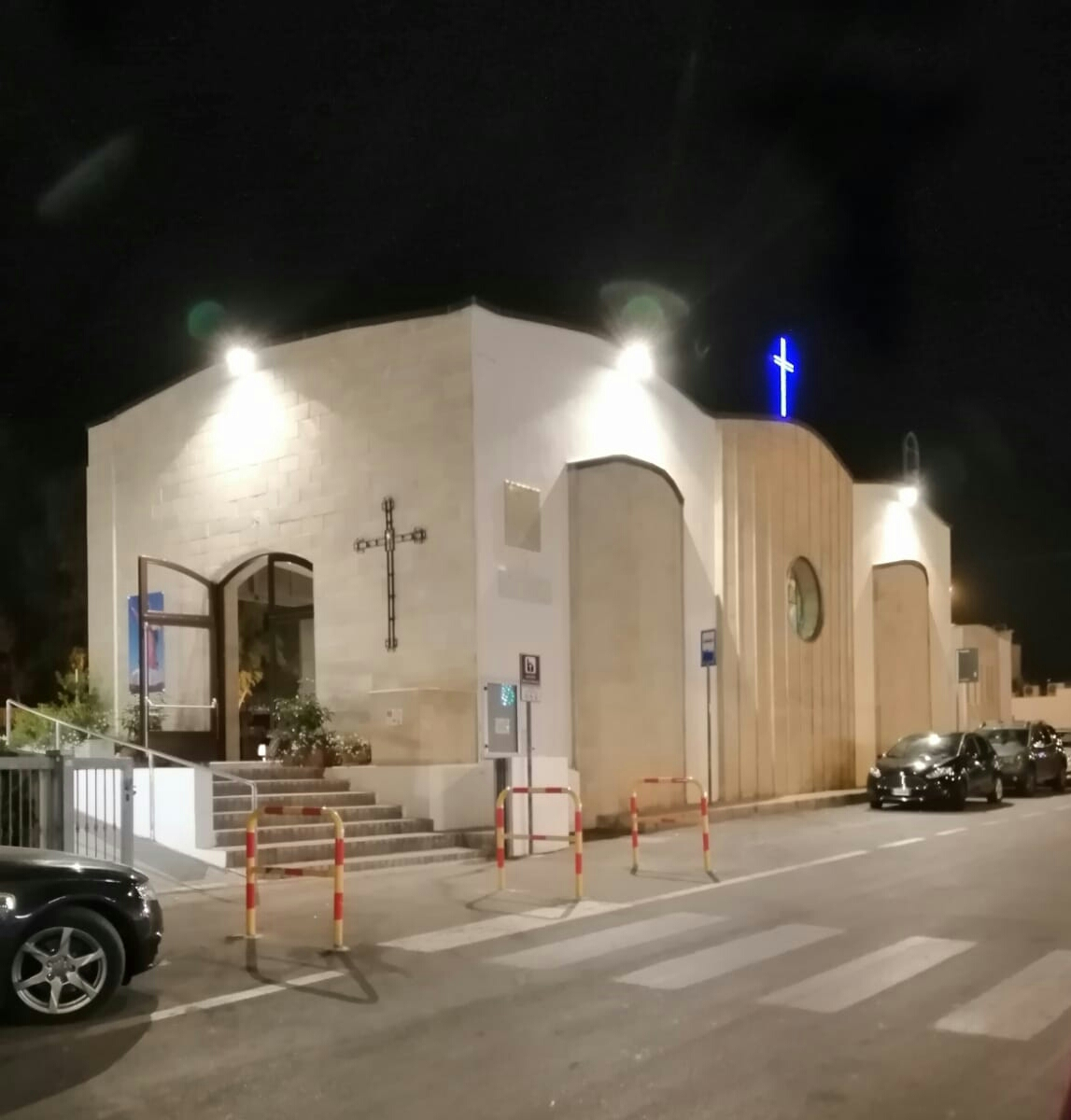
Chiesa di Maria Santissima Assunta

Il Piazzale Italia, più comunemente chiamato dagli abitanti del posto "la Rotonda" o "la Piazzetta", è il centro pulsante di Campomarino. Venne costruito nel 1958, proprio dove sorge la Torre delle Moline, e in posizione centrale nella località. Nell'estate 2009 il piazzale è stato modificato ed ora è costituito con dei terrazzamenti con vista sul porto.

## Spiagge

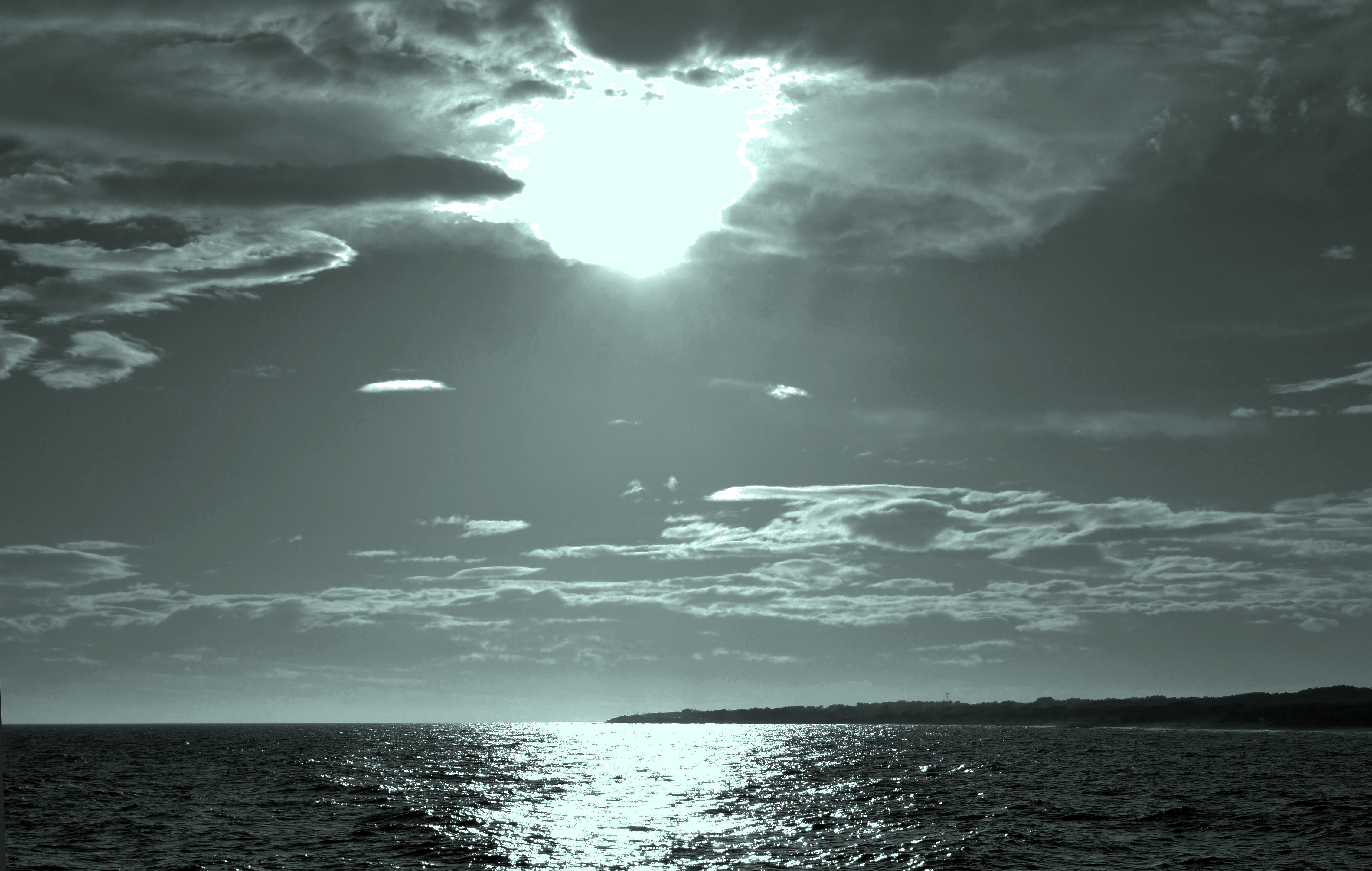
Veduta dal Molo

La costa maruggese è rinomata per la bellezza del suo mare ed i suoi 9 km di costa molto variegati. Da ovest a est lungo tutta la costa del comune di Maruggio si incontrano il promontorio di Torre Ovo, la spiaggia di Acquadolce Cirenaica (anche detta "Piri Piri" per la presenza di un lido balneare con lo stesso nome). Qui sorgenti d'acqua dolce nel fondale marino donano all'acqua un particolare colore e una netta limpidezza. Più a est la spiaggia di Capoccia Scorcialupi (anche detta della Madonnina, per la presenza di una cappella mariana), la spiaggia della Commenda, di cui una porzione prende il nome locale, poi diffusosi, di "spiaggia "D'Ayala" (dalla nobile famiglia D'Ayala-Valva presente a Maruggio e anche nella storia dell'Ordine di Malta - vedi "storia di Maruggio": è la meno accessibile del litorale ma la più incontaminata), la spiaggia del "vento" (contrada Vento) e la spiaggia del "porto", nei pressi del porticciolo turistico; oltre questo si trovano ancora le spiagge dei "pendolari" (a est del porto), la spiaggia "Giannarelli" e infine si incontra Monaco Mirante, un susseguirsi di dune molto alte e scogliere che racchiudono piccole calette, fino ad arrivare a Torre Borraco in territorio di Manduria.
Sono spiagge e luoghi ad alto potenziale turistico, soprattutto grazie al fatto che il clima ne permette la fruizione da fine aprile a ottobre.
Questo tratto di costa è stato inoltre sede di un notevole evento naturalistico, a seguito del quale è stato soprannominato “Terra delle tartarughe Caretta caretta”.  Nel 2011, 2014 e 2017 su queste spiagge sono stati infatti rinvenuti tre diversi siti di nidificazione di questa particolare specie di tartaruga. La vulnerabilità dei nidi, esposti ad eventi sfavorevoli come le mareggiate, ha richiesto l’avvio di campagne di sensibilizzazione e l’attivazione di protocolli di messa in sicurezza di questi siti  . Questo ha portato ad importanti risultati nel 2017 quando su 99 uova originariamente trovate, sono nate 38 tartarughe. Con la presenza ormai costante di questa tartaruga marina, il litorale di Campomarino di Maruggio si arricchisce di un significativo elemento di biodiversità .

## Economia

### Turismo
La frazione è la principale fonte di economia del comune di Maruggio, dato che in essa è molto sviluppato il turismo balneare per il suo mare limpido e pulito che viene detto mare dei sette colori. Inoltre Campomarino è importante anche in senso naturalistico: la frazione è circondata da imponenti dune e proprio per questo è nato il Parco delle Dune di Campomarino, anche allo scopo di preservare la presenza della macchia mediterranea caratterizzata dalla presenza di timo, rosmarino, ginepro.

## Riconoscimenti
Il litorale maruggese è stato inserito nella Guida Blu di Legambiente, ottenendo 4 vele blu su 5 nel 2015.
Campomarino inoltre, come tutto il litorale maruggese, ha avuto numerosi riconoscimenti in particolare da testate giornalistiche nazionali e associazioni di tutela dell'ambiente. Le spiagge infatti, per la limpidezza delle acque e per l'ambiente naturale ricco di dune e di macchia mediterranea ancora ben conservate, sono state inserite tra le 10 spiagge libere più belle d'Italia (Corriere della Sera, anno 2012), tra le 17 spiagge più belle d'Italia (concorso "La più bella sei tu" di Legambiente, anno 2013) ed è stata eletta come spiaggia più bella del mondo dalla rivista Vanity Fair nel 2013.